# Sivatagi szirtifecske
A sivatagi szirtifecske (Ptyonoprogne fuligula) a madarak (Aves) osztályának verébalakúak (Passeriformes) rendjébe, ezen belül a fecskefélék (Hirundinidae) családjába tartozó faj.

## Rendszerezése
A fajt Martin Hinrich Carl Lichtenstein német orvos, felfedező és zoológus írta le 1842-ben, a Hirundo nembe Hirundo fuligula néven.

## Alfajai
- Ptyonoprogne fuligula fuligula (M. H. K. Lichtenstein, 1842) – dél-Namíbia, Botswana, nyugat-Dél-afrikai Köztársaság;
- Ptyonoprogne fuligula pusilla (Zedlitz, 1908) – dél-Malitól Etiópiáig és Eritreáig;
- Ptyonoprogne fuligula bansoensis (Bannerman, 1923) – Sierra Leonétól Nigériáig és Kamerunig;
- Ptyonoprogne fuligula anderssoni (Sharpe & Wyatt, 1887) – észak- és délnyugat-Angola, észak- és közép-Namíbia;
- Ptyonoprogne fuligula pretoriae (Roberts, 1922) – délnyugat-Zimbabwétől és dél-Mozambiktól kelet-Dél-afrikai Köztársaságig.

Egyes rendszerezések a sivatagi szirtifecske alfajának tekintik a Ptyonoprogne obsoleta fajt is.

## Előfordulása
Afrika középső és déli részén honos. Természetes élőhelyei a mérsékelt övi gyepek, szubtrópusi és trópusi síkvidéki esőerdők, sivatagok, gyepek, szavannák és cserjések, sziklás környezetben, lápok, mocsarak és tavak környékén, valamint vidéki kertek és városi régiók. Állandó, nem vonuló faj. Elterjedési területének leírása nem egységes, egyes szervezetek szerint, csak Afrika déli részén él.

## Megjelenése
Testhossza 16 centiméter, testtömege 16-30 gramm.
|  |

## Életmódja
Rovarokkal táplálkozik. A fészekalj 2-3 tojásból áll, a szülők felváltva költenek 16-19 napig. A fiókák 22-24 nap után repülnek ki a fészekből, de még egy ideig visszajárnak etetésre.

## Természetvédelmi helyzete
Az elterjedési területe rendkívül nagy, egyedszáma pedig stabil. A Természetvédelmi Világszövetség Vörös listáján nem fenyegetett fajként szerepel.